# 东风水库 (玉溪)
东风水库是中国云南省玉溪市红塔区境内的一座水库，位于州大河上，建于1958年。水库兴利库容6129万立方米，总库容8931万立方米，集雨面积为309.5平方千米，海拔为1676.83米。大坝为黏土心墙坝，坝高47.41米，坝顶长450米。
1962年6月7日，朱德视察东风水库，大坝旁立有纪念碑。